# El salvaje (libro)
El salvaje es un libro de cuentos de Horacio Quiroga publicado por Sociedad Cooperativa Editorial Limitada en 1920.

## Cuentos
El libro consta de dos secciones: El salvaje y Cuadrivio laico. Los cuentos de la primera tratan temas característicos de la obra de Quiroga: la confrontación del hombre con la naturaleza, la vida en la selva, la inmigración y el destierro, la situación social y el voluntarismo. Los cuatro primeros cuentos de Cuadrivio laico se centran en temas religiosos y los restantes en situaciones eróticas tratadas con una cierta frivolidad y humorismo, atendiendo al gusto de los lectores de las revistas donde fueron publicados. A continuación una lista de los cuentos con su lugar y fecha de publicación, así como una corta descripción de su contenido.

### El salvaje
1. El sueño (original: "El dinosauro", Plus Ultra N° 35, marzo 1919) tiene lugar en la Guayra, en la estación de lluvias. El personaje principal, narra su experiencia de tres meses con un dinosaurio. "La queja fundamental que el solitario hace de la civilización moderna es que el progreso humano ha resultado más bien una regresión, suprimiendo la valía del individuo. Su encuentro con el dinosaurio le permite descubrir lo que buscaba: una experiencia humana auténtica (‘una vida real y precisa’). Lo primero que se manifiesta - ya que al principio tiene una relación fraternal con el dinosaurio - es la igualdad fundamental de los dos seres, que han dominado épocas distintas de la evolución de la tierra. Pero la imagen final no es de armonía sino de antagonismo. Las especies necesitan luchar entre ellas para sobrevivir. El dinosaurio tiene emociones que sugieren una conciencia de su pasado en la era secundaria y de su futura extinción. El hombre (que no por casualidad controla el combate desde su lugar estratégico en terreno elevado) tiene la ventaja de su ainteligencia, la cual es la clave de su victoria."
2. La realidad (original: "Cuento terciario", Caras y Caretas N° 615, 16-07-1910) describe la vida en la época de las cavernas. Ambos relatos están interconectados en un clima alucinatorio, pero con precisiones científicas poco adecuadas.
Una bofetada (Fray Mocho N° 196, 28-01-1916) es la historia de una venganza con trasfondo social: un mensú abofeteado y herido en su honor por un empleador, espera años hasta lograr un ajuste de cuentas, asumiendo que el precio de sus actos va a ser el destierro. Como en Los mensú, Los desterrados y luego en Los precursores, plantea Quiroga la cuestión de la explotación de los campesinos y el conflicto entre la población autóctona sin recursos y los inmigrantes que poseen el capital y se consideran intocables.
Los cazadores de ratas (Caras y Caretas ,  N° 525, 24-10-1908) describe la llegada a una casa en la selva de una pareja con su hijo, dónde se habían asentado serpientes de cascabel. El punto de vista narratvo está centrado en los animales, que perciben la irrupción de los seres humanos como una amenaza, lo que lleva a que el conflicto sea inevitable. El cuento haría referencia a la supertición campesina de que las víboras retornan al lugar donde se mató a su pareja.
Los inmigrantes (Fray Mocho N° 32, 6-12-1912) narra las penurias de una pareja proveniente de Silesia. Van de camino por la selva, la mujer embarazada y extenuada, sufre un ataque de eclampsia y muere. Su marido no quiere que sea enterrada en la selva y carga el cadáver varios días hasta caer agotado. Ya agonizando, alucina la visión de su patria.
Los cementerios belgas (Fray Mocho N° 140, 1-01-1915) "es un relato antibélico de horror naturalista." y una contribución a la causa aliada en la Primera Guerra Mundial.
La reina italiana (Fray Mocho N° 35, 27-12-1912) trata de un personaje llamado Kean, quién decide continuar su proyecto de cosecha de miel introduciendo una abeja intrusa en el panal de las originarias de la selva misionera, matando, paralelamente, a la reina indígena, aún cuando la acción puede implicar un riesgo para su familia y sus animales, ya que las abejas podrían modificar sus comportamiento y volverse más agresivas.
La voluntad (Plus Ultra N° 24, abril 1918) trata el capitán ruso Nicolás Bibikoff, quien decide instalarse con su mujer en Misiones. Aún estando enfermo, se dedica a la plantación de tabaco, con escasas probabilidades de éxito. Lo relevante para él no es, sin embargo, el éxito sino que “La causa, el único motivo de la aventura, había sido probar a los oficiales de San Petersburgo que un hombre es libre de su alma y de su vida, donde él quiere, y donde quiera que esté. De todos modos, lo había demostrado.”

### Cuadrivio laico
Navidad (Caras y Caretas N° 430, 29-2-1906) trata la matanza de los inocentes.
Reyes (original: "Noche de Reyes", Caras y Caretas N° 483, 4-01-1908) presenta una procesión de elefantes.
La Pasión (original: "Fiesta de Corpus en el cielo", Caras y Caretas N° 452, 1-06-1907) trata el tema del judío errante.
Corpus (original: "Historia divina y gramatical", Caras y Caretas N° 498, 18-04-1908) reconstruye la atmósfera de la Ginebra calvinista.
Tres cartas...y un pie (Mundo Argentino N° 379, 10-04-1918) tiene una voz narrativa femenina, un recurso poco común en la obra de Quiroga. Se cuenta la historia de una joven que le escribe a un autor de artículos periodísticos, identificado con las iniciales H.Q., y describe el comportamiento de los hombres que intentan seducir a las mujeres durante viajes en autobuses.
Cuento para novios (original: "El más grande encanto conyugal", Fray Mocho N° 65, 25-07-1913) narra humorísticamente las dificultades de la paternidad.
Estefanía (Papel y Tinta,?) es la historia de una muchacha joven y bonita, que se suicida después de fracasar dos veces en sus amores,
La llama (original; "Berenice", Fray Mocho N° 192, 31-12-1915) reasume el frecuente tema quirogiano del amor de un hombre maduro por una niña, con referencias a Wagner y Tristán e Isolda. La niña de diez años envejece treinta años al escuchar apasionadamente la partitura de Wagner
Fanny (original: "Cura de amor", Caras y Caretas N° 450, 18-05-1907) es una niña enamoradiza de doce años. Su madre decide "curarla" de sus enamoramientos en base a una trama donde un pariente lejano finge amar a Fanny. Al final del cuento la niña es ridiculizada y llora amargamente.
Lucila Strindberg (1918?) es la historia de una mujer de sociedad que no es feliz con su marido y busca aventuras extramatrimoniales. El nombre de la protagonista es una referencia a un especialista del erotismo: August Strindberg.
Un idilio (Caras y Caretas N° 584, 11.12.1909) es la historia de un hombre que asume la identidad de un amigo para casarse por poder con su prometida. Pronto se percata que se ha enamorado de la mujer y que su amor es correspondido. El amigo muere, lo cual allana el camino a la felicidad de la pareja.

## Interpretación y crítica
Pablo Rocca señala que "Desde  El salvaje, Quiroga muestra un decidido interés por incorporar a los extranjeros como personajes de sus ficciones; los que tuvieron que abandonar su tierra ya sea por el conflicto bélico ("Los cementerios belgas") o los que, aguijoneados por la miseria, se trasladaron a la selva argentina quebrando los lazos con su cultura ("Los inmigrantes", "La voluntad"). En consecuencia, sus motivaciones ficcionales apenas sobrepasaron el límite de lo político y lo social. Sin embargo, hay un ingrediente más que se insinúa en "La voluntad": la rareza, el extrañamiento de los pobladores locales ante el peculiarísimo y perdido forastero. Desde este relato a los aventureros excéntricos que pretenden hacer fortuna en la intemperie selvática de Misiones hay sólo un paso, un pequeño paso."
El crítico literario uruguayo Emir Rodríguez Monegal se pronunció  de forma negativa con respecto a la obra, ya que "La heterogeneidad de origen de muchos relatos de El salvaje afecta considerablemente la unidad interior del libro y permite pasar un juicio desfavorable sobre toda la colección, a pesar de la excelencia de los relatos misioneros que contiene y de por lo menos dos de sus cuentos eróticos."